# B612基金會
B612基金會（B612 Foundation）是一個致力於避免小行星撞擊地球的私人基金會。該基金會的近期目標是在2015年找到可顯著改變小行星軌道的方式。

## 歷史
B612基金會起源於2001年10月20日在美國德州休士頓林顿·约翰逊太空中心由皮爾特·哈特和盧傑舉辦的如何讓小行星轉向的研討會。前述兩人和拉塞尔·施威卡特、克拉克·查普曼於2002年10月7日正式成立B612基金會。

## 組織
施威卡特是基金會的董事長，對外代表B612基金會。董事會成員包含查普曼、哈特、盧傑、丹尼爾·大衛·德達（Daniel David Durda，2001年10月另一場研討會的參加者，小行星6141以他的姓氏命名）以及傑佛瑞·鮑爾（Geoffrey Baehr，前任昇陽電腦網路長和美國風險投資的前任合夥人）。

## 名稱由來
B612基金會的名稱來自於法國作家安托万·德圣埃克絮佩里著名作品《小王子》中主角所住的小行星。同時也是因為1993年發現的不會撞擊地球的小行星46610（46610 Bésixdouze），10進制的46610以16進制表示就是B612。而在法語中B612的讀法是「B 6 12」，即 「bé six douze」。

## 財務狀況
B612基金會依照501(c)条款屬於免稅的非營利私人基金會，位於美國加州。B612基金會現址位於山景城，舊址則位於提布隆。

## 外部連結
- 官方網站（页面存档备份，存于）
- B612基金會Facebook Fans Club（页面存档备份，存于）
- Scientific American: The Asteroid Tugboat: To prevent an asteroid from hitting Earth, a space tug equipped with plasma engines could give it a push (article by Schweickart, Lu, Hut and Chapman)